# Christian Barnekow (1773–1830)

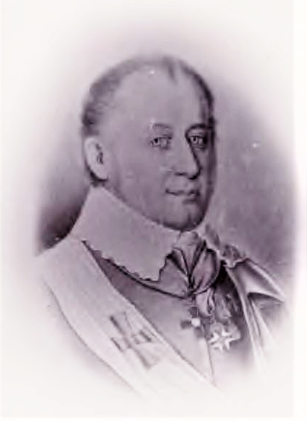
Christian Barnekow.

Christian Barnekow, född den 2 mars 1773 på Vittskövle slott i Vittskövle socken, död den 27 mars 1830 i Kristianstad, var en svensk greve, militär och hovman. Han var son till Kjell Christoffer Barnekow och farfar till Adolf Barnekow.
Barnekow blev sergeant vid konungens eget värvade regemente 1778. Han var därefter inskriven som student vid universiteten i Lund och Uppsala. Barnekow blev fänrik i Livgardet 1784 och deltog som sådan i Gustav III:s ryska krig. Han blev löjtnant vid Södra skånska kavalleriregementet 1792, ryttmästare i regementet samma år och vid regementet 1796. Barnekow befordrades till major i armén och blev överadjutant hos kungen 1802. Han blev överstelöjtnant i armén 1809 och beviljades avsked 1810. Barnekow blev hovmarskalk 1813 och överstekammarjunkare 1826. Han upphöjdes i grevligt stånd 1816, enligt 37 paragrafen i 1809 års regeringsform. Barnekow erhöll Svensksundsmedaljen 1790. Han blev riddare av Svärdsorden 1801 och av Carl XIII:s orden 1822. Barnekow vilar på Köpinge kyrkogård.